# Verhnii Maidan, Nadvirna
Verhnii Maidan (în ucraineană Верхній Майдан) este o comună în raionul Nadvirna, regiunea Ivano-Frankivsk, Ucraina, formată numai din satul de reședință.

## Demografie
Componența lingvistică a comunei Verhnii Maidan
     Ucraineană (99,53%)
     Alte limbi (0,33%)
Conform recensământului din 2001, majoritatea populației comunei Verhnii Maidan era vorbitoare de ucraineană (99,53%), existând în minoritate și vorbitori de alte limbi.